# Chemische Mimikry

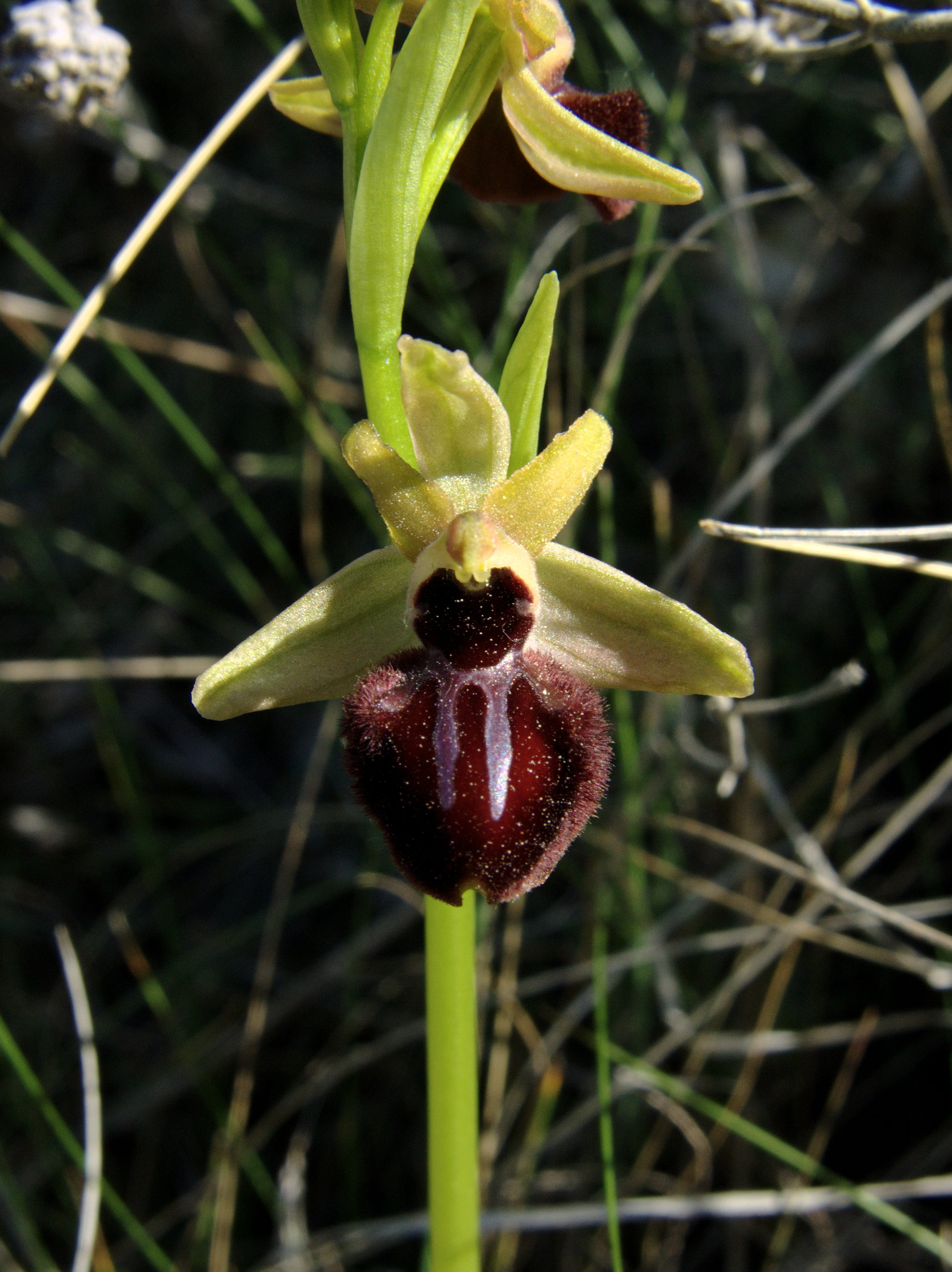
Die Große Spinnen-Ragwurz ahmt Pheromone ihrer Bestäuber nach und lockt sie hierdurch an.

Chemische Mimikry bezeichnet eine Variante der Mimikry, die bewirkt, dass die olfaktorische Wahrnehmung eines Signalempfängers durch ein „gefälschtes“ chemisches Signal getäuscht wird. Ganz allgemein formuliert ist diese Form der Mimikry charakterisiert durch einen Organismus (den Imitator oder Nachahmer), der chemische Substanzen eines anderen Organismus (des Vorbilds) nachahmt, die von einem dritten Organismus (dem Rezipienten oder Signalempfänger) als ihn interessierendes Signal (anlockend oder abstoßend) wahrgenommen werden, mit der Folge, dass der Imitator seine Fitness steigert, weil der Rezipient ihn als ein Exemplar des Vorbilds identifiziert.

## Forschungsergebnisse (Auswahl)
Konrad Dettner zufolge kann diese Strategie in mindestens sieben Varianten in Erscheinung treten:

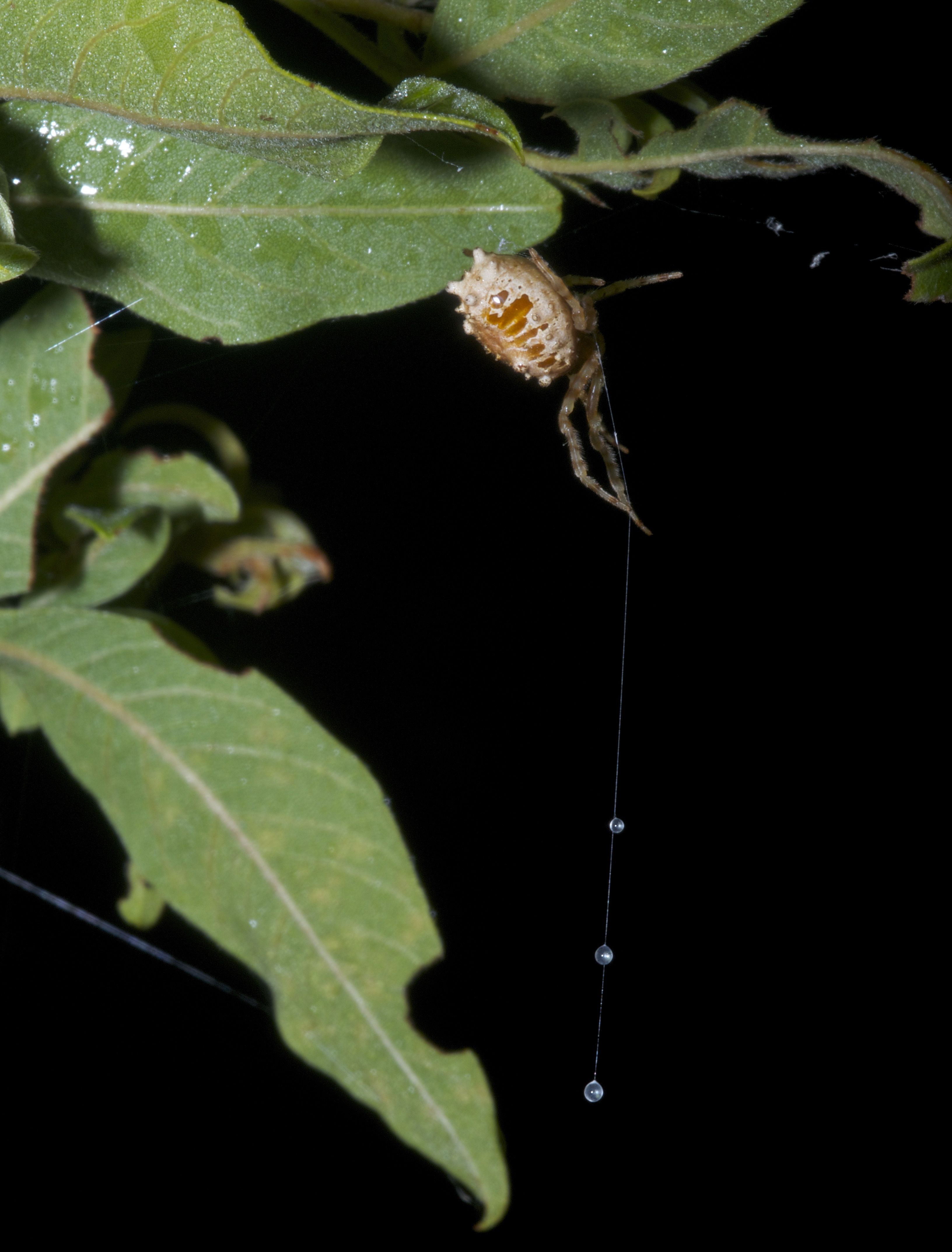
Jagende Bolaspinnen können Lockstoffe freisetzen, die den Pheromonen weiblicher Schmetterlinge gleichen.

- Integration einer fremden Art in eine Kolonie sozialer Insekten

Beispiel: Schwebfliegen der Gattung Microdon leben auffällig oft in Ameisen-Bauten. Die Larven von Microdon albicomatus und Microdon piperi sind obligate Räuber, die sich von der Brut ihrer Wirtsameisen ernähren, werden jedoch von den Arbeiterinnen der Ameisen wie eigener Nachwuchs umher getragen. Chemische Analysen der Cuticula von albicomatus-Larven und Puppen der Wirtsameise Myrmica incompleta ergaben für das Kohlenwasserstoff-Profil eine so große Ähnlichkeit zwischen Ameise und Schwebfliege, dass das Verhalten der Ameisen als Folge dieser Ähnlichkeit interpretiert wurde. Vergleichbare Befunde wurden für Microdon piperi und deren Wirt, die Rossameise Camponotus modoc, erhoben und bei anderen Arten ebenfalls bestätigt.
- Eindringen in die Nester von solitär lebenden Insekten

Beispiel: Weibliche Individuen diverser Wespenbienen-Arten der Gattung Nomada dringen als Kleptoparasiten in die Nester bestimmter Arten der Sandbienen-Gattung Andrena ein, ohne von den gewöhnlich sehr aggressiven Sandbienen angegriffen zu werden. Nachgewiesen wurde, dass es ihr Geruch ist, der die Eindringlinge vor möglichen Angriffen schützt. Einer 1975 publizierten Studie zufolge gleicht die chemische Zusammensetzung der Sekrete aus der Mandibulardrüse von Nomada-Männchen den Sekreten aus der Dufourschen Drüse von Andrena-Weibchen, die letztere zur Auskleidung ihrer Nestkammer verwenden. Während des Paarungsflugs werden die Nomada-Weibchen von den Männchen ihrer Art mit deren Mandibulardrüsen-Sekret besprüht, wodurch sie den Geruch ihrer Wirtsweibchen annehmen. Als gemeinsame Substanz wurde bei Andrena haemorrhoa und Andrena carantonica sowie bei deren Nomada-Parasiten die all-trans-Farnesyl-Capronsäure (all-trans-farnesyl hexanoate) identifiziert, bei Andrena clarkella, Andrena helvola und deren Nomada-Parasiten wurde Geranyl-Caprylsäure (geranyl octanoate) identifiziert.
- Ausbeutung des Mutualismus zwischen Ameisen und anderen Organismen

Beispiel: Die Larven der in Florida heimischen Florfliege Ceraeochrysa cincta vermeiden durch chemische Signale von Ameisen angegriffen zu werden. Diese Larven ernähren sich von Mottenschildläusen (Metaleurodicus griseus), die in Symbiose (vergl. Honigtau) mit Ameisen leben. Um weder von den Ameisen noch von Fressfeinden bemerkt zu werden, packen sich die Larven Wachs von der Oberfläche ihrer Beute auf den Rücken und nehmen so den Geruch und sogar das Aussehen ihrer Beute an. Als die Rezipienten dieser Signalfälschung gelten die Ameisen.
- Anlocken von Beutetieren

Beispiel: Bolaspinnen fangen kleine Schmetterlinge mit Hilfe einer Schleimkugel, die an einem Faden hängt und gegen die Beute geschleudert wird. Für mehrere Arten konnte nachgewiesen werden, dass die Spinnen einen Lockstoff freisetzen, der den Pheromonen weiblicher Schmetterlinge gleicht, so dass die Beutetiere sich einem vermeintlichen Weibchen ihrer Art annähern, tatsächlich aber in die Reichweite der namensgebenden „Wurfwaffe“ (einer Bola) geraten.
- Beeinflussung der Fortpflanzungschancen

Beispiel: Eine Insekten imitieren chemische Signale, die in unmittelbarem Zusammenhang mit ihrer Fortpflanzung stehen. Sexuell aktive männlichen Exemplare des Kurzflüglers Aleochara curtula sind gegeneinander extrem aggressiv, wenn sie sich auf einem größeren Kadaver aufhalten und sich auf diesem von Schmeißfliegen-Larven ernähren. Diese Futterstelle ist nämlich zugleich eine Gelegenheit für Geschlechtsverkehr mit einem Weibchen. Vor allem sehr junge Männchen, aber auch sehr hungrige ältere Männchen und jene Männchen, die bereits mehrfach kopuliert haben, setzen Duftstoffe frei (Z7-Heneicosen und Z7-Tricosen), die den Lockpheromonen von Weibchen ihrer Art gleichen; so vermeiden sie innerartliche Attacken.
- chemische Wechselbeziehungen zwischen Pflanzen und Insekten

Beispiel: Orchideen sind seit langem dafür bekannt, dass ihre Blütenblätter die Gestalt von Insekten nachahmen (Peckham’sche Mimikry). In einer Übersichtsarbeit wurde bereits 1990 berichtet, dass mehrere Dutzend Orchideen-Arten auch den Geruch als Lockmittel für sie bestäubende Insekten nutzen. Identifiziert wurden Substanzen, die weibliche oder männliche Insekten-Pheromone nachahmen und auf diese Weise männliche oder weibliche Insekten anlocken. Identifiziert wurden aber auch Lockstoffe, die – gerichtet auf Aas fressende Insekten – den Geruch von verwesendem Fleisch nachahmen.
- Müller’sche Mimikry von Warngerüchen

Beispiel: Die sogenannte Müller’sche Mimikry wurde zunächst am Beispiel von Schmetterlingen beschrieben, die – aus unterschiedlichen Arten oder Gattungen stammend – nahezu identische Warnfärbungen besitzen. Vergleichbare Entwicklungen wurden auch für „Warnchemikalien“ beschrieben. Identifiziert wurde beispielsweise die Substanz 2-Isobutyl-3-methoxypyrazin.

## Belege
1. ↑  Richard Irwin Vane-Wright: On the definition of mimicry. In: Biological Journal of the Linnean Society. Band 13, Nr. 1, 1980, S. 4, doi:10.1111/j.1095-8312.1980.tb00066.x.
2. ↑  Konrad Dettner und Caroline Liepert: Chemical Mimicry and Camouflage. In: Annual Review of Entomology. Band 39, 1994, S. 129–154, doi:10.1146/annurev.en.39.010194.001021.
3. ↑  Ralph W. Howard, Roger D. Akre, William B. Garnett: Chemical Mimicry in an Obligate Predator of Carpenter Ants (Hymenoptera: Formicidae). In: Annals of the Entomological Society of America. Band 83, Nr. 3, 1990, S. 607–616, doi:10.1093/aesa/83.3.607.
4. ↑   William B. Garnett, Roger D. Akre und Gerald Sehlke: Cocoon Mimicry and Predation by Myrmecophilous Diptera (Diptera: Syrphidae). In: The Florida Entomologist. Band 68, Nr. 4, 1985, S. 615–621, doi:10.2307/3494863.
5. ↑  T. Akino, J. J. Knapp, J. A. Thomas und G. W. Elmes: Chemical mimicry and host specificity in the butterfly Maculinea rebeli, a social parasite of Myrmica ant colonies. In: Proceedings of the Royal Society B. Band 266, Nr. 1427, 1999, doi:10.1098/rspb.1999.0796.
6. ↑  Jan Tengö und Gunnar Bergström: All-trans-farnesyl hexanoate and geranyl octanoate in the dufour gland secretion of Andrem (Hymenoptera: Apidae). In: Journal of Chemical Ecology. Band 1, Nr. 2, 1975, S. 253–268, doi:10.1007/BF00987874.
7. ↑  R. T. Mason, H. M. Fales, M. Eisner und T. Eisner: Wax of a whitefly and its utilization by a chrysopid larva. In: Naturwissenschaften. Band 78, Nr. 1, 1991, S. 28–30, doi:10.1007/BF01134039.
8. ↑  Thomas Eisner, Karen Hicks, Maria Eisner und Douglas S. Robson: „Wolf-in-Sheep's-Clothing“ Strategy of a Predaceous Insect Larva. In: Science. Band 199, Nr. 4330, 1978, S. 790–794, doi:10.1126/science.199.4330.790.
9. ↑   K. F. Haynes, C. Gemeno, K. V. Yeargan, J. G. Millar und K. M. Johnson: Aggressive chemical mimicry of moth pheromones by a bolas spider: how does this specialist predator attract more than one species of prey? In: Chemoecology. Band 12, Nr. 2, 2002, S. 99–105, doi:10.1007/s00049-002-8332-2.
10. ↑  William G. Eberhard: Aggressive Chemical Mimicry by a Bolas Spider. In: Science. Band 198, Nr. 4322, 1977, S. 1173–1175, doi:10.1126/science.198.4322.1173.
11. ↑  Mark K. Stowe, James H. Tumlinson und Robert R. Heath: Chemical Mimicry: Bolas Spiders Emit Components of Moth Prey Species Sex Pheromones. In: Science. Band 236, Nr. 4804, 1987, S. 964–967, doi:10.1126/science.236.4804.964.
12. ↑  Klaus Peschke: Chemical Traits in Sexual Selection of the Rove Beetle, Aleochara curtula (Coleoptera: Staphylinidae). In: Entomologia Generalis. Band 15, Nr. 2, 1990, S. 127–132, doi:10.1127/entom.gen/15/1990/127.
13. ↑  Konrad Dettner: Defensive secretions and exocrine glands in free-living staphylinid bettles—their bearing on phylogeny (Coleoptera: Staphylinidae). In: Biochemical Systematics and Ecology. Band 21, Nr. 1, 1993, S. 143–162, doi:10.1016/0305-1978(93)90020-R.
14. ↑   Anna-KarinBorg-Karlson: Chemical and ethological studies of pollination in the genus Ophrys (orchidaceae). In: Phytochemistry. Band 29, Nr. 5, 1990, S. 1359–1387, doi:10.1016/0031-9422(90)80086-V.
15. ↑  David C. Robacker, Bastiaan J. D. Meeuse und Eric H. Erickson: Floral Aroma: How Far Will Plants Go to Attract Pollinators? In: BioScience. Band 38, Nr. 6, 1988, S. 390–398, doi:10.2307/1310925.
16. ↑   Thomas Eisner, Randall P. Grant: Toxicity, odor aversion, and „olfactory aposematism“. In: Science. Band 213, Nr. 4506, 1981, S. 476, doi:10.1126/science.7244647
17. ↑  Tim Guildford et al.: The biological roles of pyrazines: evidence for a warning odour function. In: Biological Journal of the Linnean Society. Band 31, Nr. 2, 1987, S. 113–128, doi:10.1111/j.1095-8312.1987.tb01984.x.
18. ↑  Barry P. Moore, W. Vance Brown und Miriam Rothschild: Methylalkylpyrazines in aposematic insects, their hostplants and mimics. In: Chemoecology. Band 1, Nr. 2, 1990, S. 43–51, doi:10.1007/BF01325227.